# Sophronica flavipennis
Sophronica flavipennis là một loài bọ cánh cứng trong họ Cerambycidae.